# Sphecozone venialis
Sphecozone venialis là một loài nhện trong họ Linyphiidae.
Loài này thuộc chi Sphecozone. Sphecozone venialis được Eugen von Keyserling miêu tả năm 1886.